# Krombacher

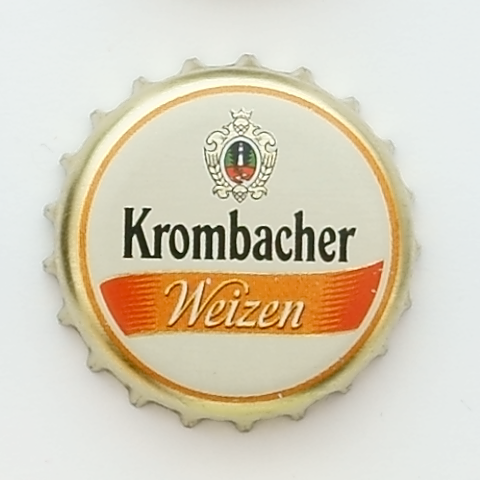
Capsule de la bière Krombacher Weizenbier.

Krombacher ou Krombacher Brauerei est le nom d'une brasserie allemande, fondée en 1803 par la famille Schadeberg, ainsi que celui de la bière qu'elle produit. C'est une des plus grandes brasseries privées en Allemagne.
Elle tient son nom du quartier de Krombach de la ville de Kreuztal, en Rhénanie-du-Nord-Westphalie.
En 2015, la production atteignait 6,7 millions d'hectolitres.

## Histoire
La première mention de la brasserie Krombacher remonte au 4 février 1803, par Johannes Haas, dont le père Johann Erberhard Hass gérait dans la ville de Krombach un débit de boisson. Comme le décret du 25 juillet 1618 n’autorisait la vente de bière que dans le cas où le brassage et la torréfaction du malt étaient effectués dans les locaux mêmes du brasseur, Johannes Haas aménagea une brasserie dans l’entreprise familiale.
Les premières relations commerciales fixes de la brasserie remontent à 1829, avec les organisateurs de la célèbre fête de la chasse d'Olpe. Depuis, c'est la bière de Krombach qui désaltère exclusivement le festival chaque année.
Au début, l'eau utilisée pour la brasserie familiale était amenée d'une source au pied de Grumberg à l'ouest du village. L'eau était transportée dans des fûts à l'aide d'une charrue à bœufs.
La source de Krombach, qui fournit aujourd'hui encore la brasserie grâce à ses 48 puits, a été découverte en 1772. C'est un inspecteur minier à la recherche de métaux rares qui fit la découverte de cette source dans les montagnes rousses (Rothaargebirge), dans le Siegerland.
En 1854, Haas, le propriétaire de la brasserie, devait verser annuellement 17 Florins de taxe au clergé, car le transport de l'eau de source s'effectuait en traversant des terres appartenant à l’Église.
Le déménagement de la production sur le terrain actuel a probablement eu lieu entre 1858 et 1879/82. C'est à cette époque que deux caves naturelles ont été aménagées dans la roche pour y entreposer la bière.
Les premières mesures commerciales sont attestées en 1889, par une annonce publicitaire pour la Krombacher Pilsner dans un journal local, Siegener Zeitung (de). Le 1er octobre 1922, Bernhard Schadeberg Senior prit la direction de l'entreprise, qui aujourd'hui encore est gérée comme une entreprise familiale.
En 1953, Friedrich Schadeberg (de) rejoignit la brasserie Krombacher en tant qu'ingénieur-brasseur diplômé et, au cours des décennies suivantes, il fit de la société l'une des principales brasseries d'Allemagne. Actuellement les propriétaires sont Friedrich Schadeberg et sa sœur Barbara Lambrecht-Schadeberg, sa fille Petra Schadeberg-Herrmannson et son fils Bernhard Schadeberg (de).
La brasserie est l'un des principaux employeurs de la ville. Sur l'emblème de la brasserie se trouve la tour Kindelsberg, l’emblème de la ville de Kreuztal. On peut également y voir le ruisseau Littfe, qui traverse Krombach.

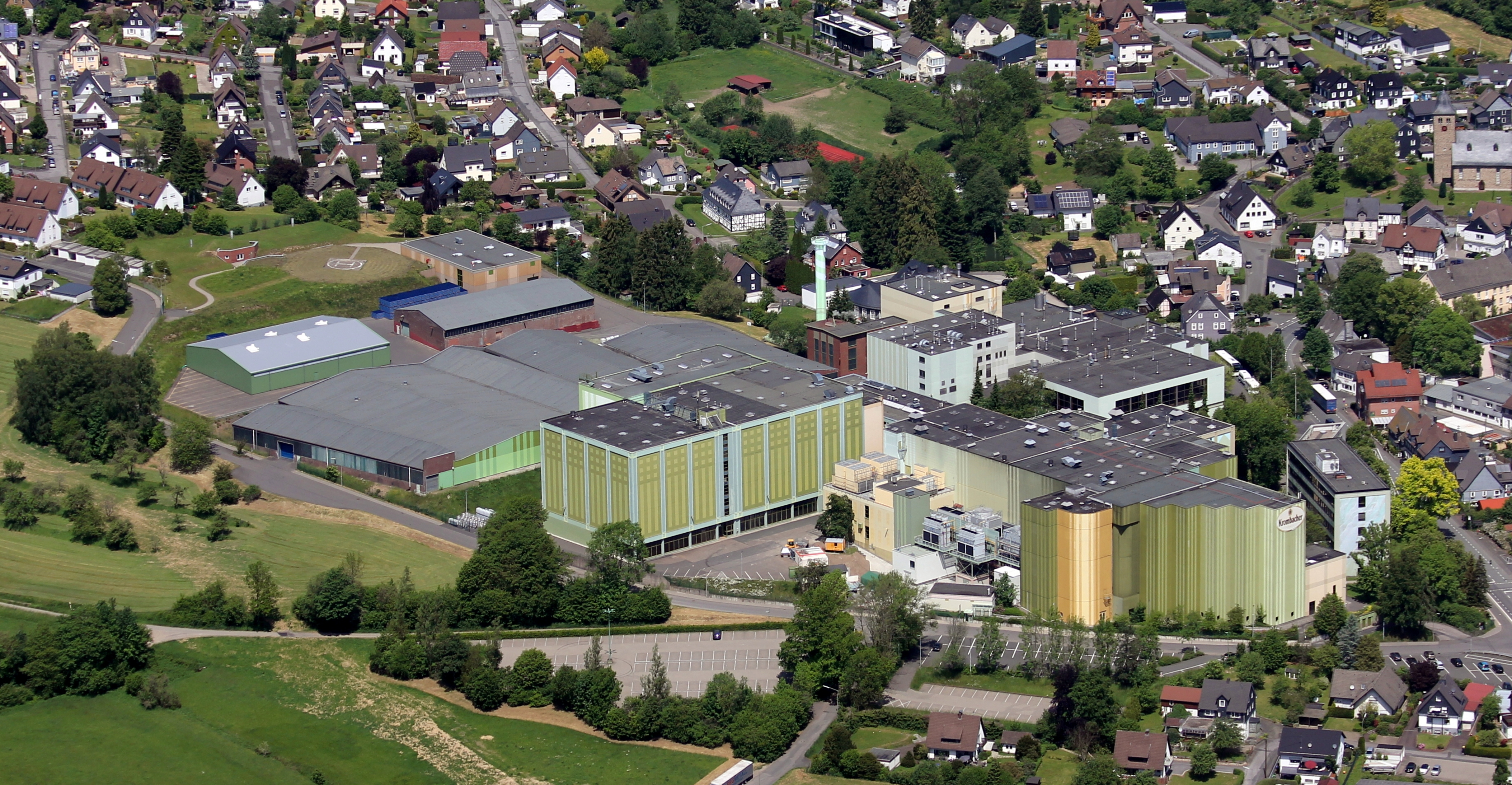
Vue sur la brasserie à Kreuztal

Le 12 mai 2006, la brasserie Krombacher a annoncé avoir repris les droits de Schweppes pour l'Allemagne et l'Autriche et les droits de distribution pour Orangina. Dans la plupart des autres pays, les droits des marques de Schweppes appartiennent au groupe Dr Pepper Snapple. Début janvier 2007, la société a acquis la brasserie privée A. Rolinck de Steinfurt. Le nom de marque Rolinck et les différents produits ont été conservés tels quels. En juillet 2008, il a eu des rumeurs selon lesquelles Heineken souhaitait reprendre la brasserie. Ces rumeurs de vente, cependant, ont été démenties par la famille propriétaire de Krombacher.
En janvier 2014, l’Office fédéral de lutte contre les cartels (Bundeskartellamt) a infligé une amende de 106,5 millions d'euros à la brasserie Krombacher et à d'autres brasseries pour entente illégale sur les prix des bières pression et embouteillées entre 2006 et 2008.

## Bières
La production la plus emblématique est la Krombacher Pils qui se caractérise par une amertume prononcée.
- Krombacher Pils
- Krombacher Alkoholfrei (sans alcool)
- Krombacher Radler (panaché)
- Krombacher Radler Alkoholfrei
- Krombacher Extra Mild
- Krombacher Weizenbier
- Krombacher Weizenbier Alkoholfrei
- Rhenania Alt
- Cab (Cola and Beer), mélange de Cola et de bière avec de la pitaya.
- Cab Lemon
- Cab Energy
- Cab BloodOrange
- Eichener Pils
- Eichener Gold